# Peter Clentzos
Peter Clentzos, także Chlentzos, gr. Πίτερ Κλέντζος, Piter Klendzos (ur. 15 czerwca 1909 w Oakland, zm. 11 września 2006 w Rancho Mirage) – lekkoatleta amerykański pochodzenia greckiego, tyczkarz, reprezentant Grecji na igrzyskach olimpijskich w Los Angeles w 1932.

## Życiorys
Urodził się w rodzinie greckich emigrantów z Kithiry Diamantosa Haralambosa Chlentzosa i Yanouli Coulentianos. Studiował na University of Southern California, gdzie był wyróżniającym się sportowcem, uprawiającym obok skoku o tyczce futbol amerykański. W 1932 rywalizował o miejsce w amerykańskiej reprezentacji olimpijskiej w tyczce, ale nie sprostał silnym konkurentom, wśród których byli przyszli mistrz William Miller i brązowy medalista igrzysk George Jefferson (4. miejsce zajął kolejny Amerykanin, William Graber). Ostatecznie jednak Clentzos wystąpił w olimpijskim konkursie, ale w barwach Grecji, wykorzystując swoje podwójne obywatelstwo. Z rezultatem 3.75 m uplasował się na siódmym miejscu.
W 1935 ustanowił rekord Grecji w skoku o tyczce, który przetrwał 15 lat. W tymże roku sięgnął po złoto igrzysk krajów bałkańskich w Stambule. Zamierzał uczestniczyć w olimpiadzie w Berlinie, ale sytuacja gospodarcza w USA zmusiła go do koncentracji na pracy zarobkowej. Został nauczycielem historii w Bartson Union High School, jednocześnie udzielając się jako trener kilku dyscyplin sportowych. Jak sam wspominał w wywiadach, to z jego treningów futbolu amerykańskiego wywodził się popularny później okrzyk zawodników „hubba-hubba” (co miało odzwierciedlać polecenia trenera „hurry up, hurry up, up, up”).
W latach 1942–1946 służył w wojsku, gdzie zajmował się przygotowaniem fizycznym żołnierzy. Po wojnie powrócił do zawodu nauczyciela i trenera szkolnych drużyn. Pracował kolejno w Roosevelt High School w Los Angeles (1946–1959), Narbonne High School (1959), wreszcie we Franklin High School (1959–1974). W 1974 przeszedł na emeryturę, ale pozostawał aktywny w środowisku sportowym. Zajmował się m.in. golfem. Wszedł również w skład komitetu organizacyjnego olimpiady w 1984, kiedy igrzyska ponownie rozgrywano w Los Angeles. W 2004 sędziwy sportowiec znalazł się w składzie sztafety z ogniem olimpijskim, a następnie był gościem honorowym organizatorów igrzysk w Atenach.
Z małżeństwa z Helen (zm. 1985), którą żartobliwie określał mianem Heleny Trojańskiej (pochodziła z Troy w stanie Nowy Jork), miał syna Petera juniora. W chwili śmierci był uważany za najstarszego greckiego olimpijczyka i ostatniego członka greckiej reprezentacji z igrzysk 1932.